# Silničná
Silničná je vesnice v okrese Hodonín, místní část obce Žarošice.
Vznik tohoto místa někteří historikové datují již do 4. století, kdy zde údajně nechala po svém křtu vystavět kapli královna Markomanů, Fritigil. Snad právě na těchto místech byl mnohem později vystavěn kostel Narození Panny Marie na Viničné hoře. Po roce 1322, kdy se stal majetkem kláštera cisterciaček na Starém Brně, byla kostelu věnována královnou Eliškou Rejčkou gotická socha Panenky Marie s Ježíškem. Tato socha později nazývaná Starou Matkou Boží Žarošickou, byla přenesena do kostela v Žarošicích. Tam se na památku tohoto skutku koná každoroční pouť zvaná Zlatá sobota.
Na křižovatce obce Silničná stojí kříž, který je připomínkou toho, že zde 6. prosince 1805 po bitvě u Slavkova zemřel na svá zranění pobočník ruského cara hrabě Tiesenhausen. Ten byl na tomto místě po svém skonu pochován.
V současné době je obec Silničná zemědělskou oblastí, částečně chalupářskou. Kolem obce se nachází velké množství ohrad, svědčící zejména o chovu koní, ale i skotu.
U hlavní silnice, která byla kdysi významnou formanskou trasou v minulosti stával hostinec, kde formané na svých cestách hledali nocleh a odpočinek po únavné cestě. Dle dochovaných záznamů zde nalezlo přístřeší a ustájení pro koně najednou až 60 formanů. Naproti přes silnici v současné době stojí hostinec s letní zahrádkou.

## Další fotografie

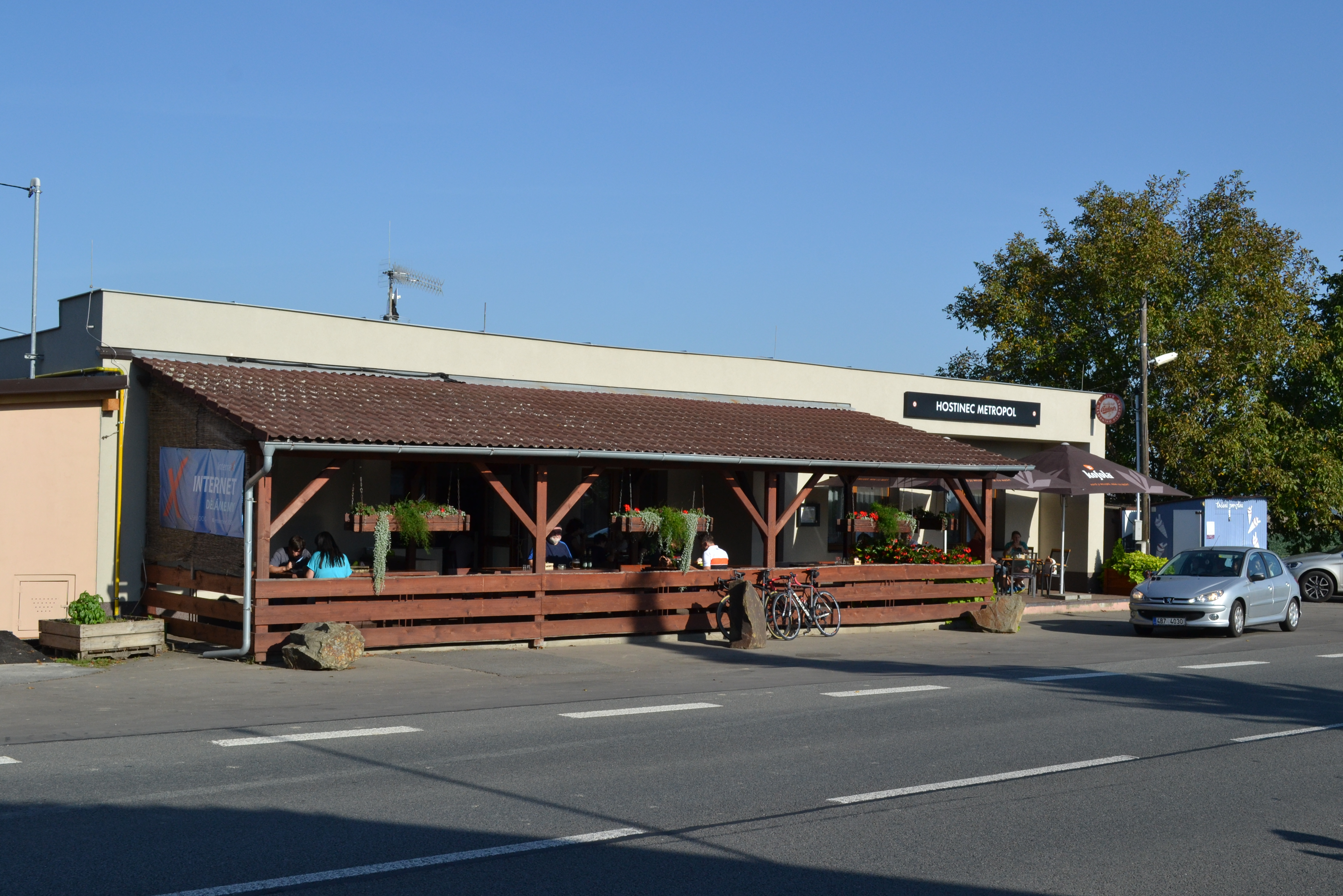
Hostinec u hlavní silnice
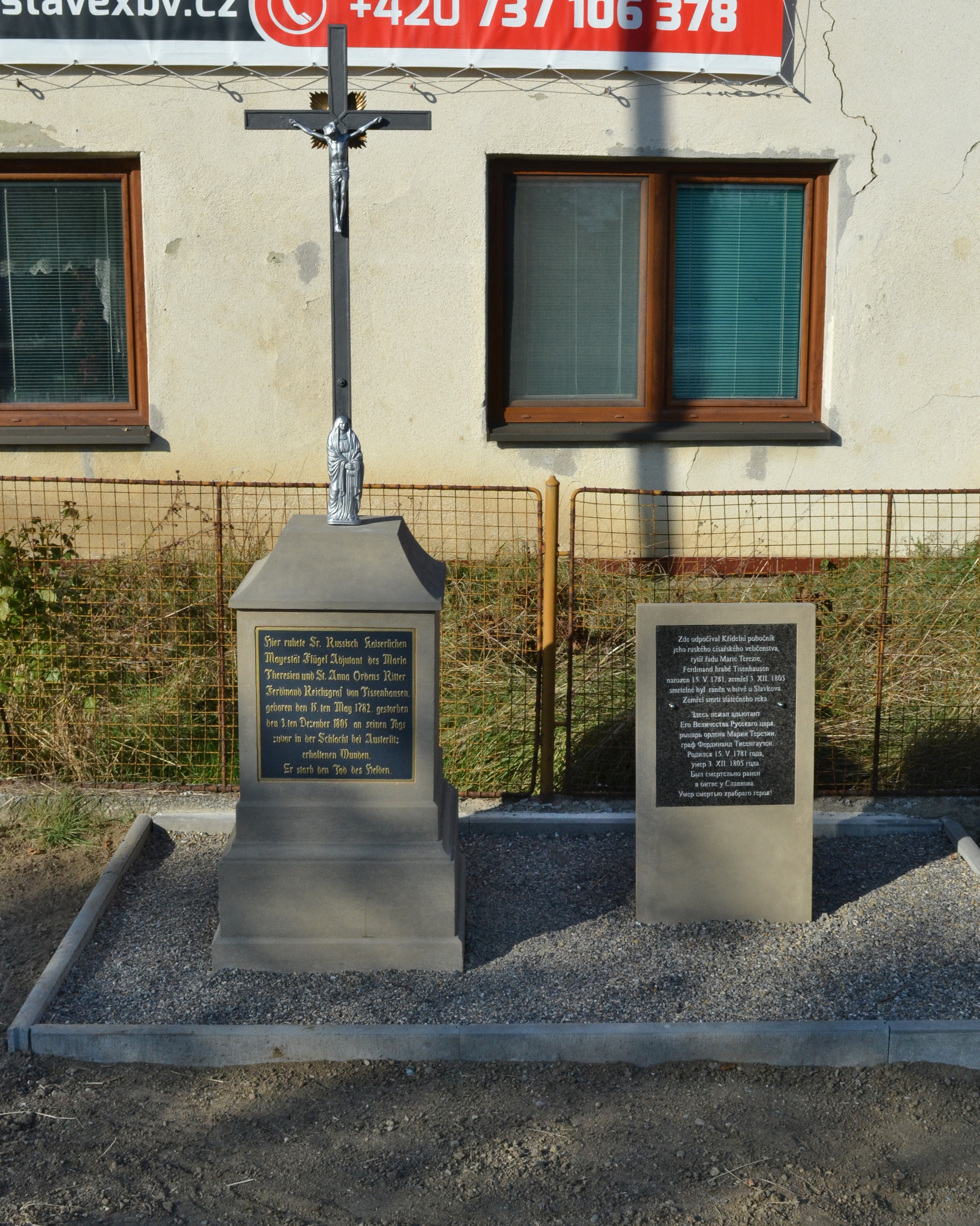
Pamětní kříž věnovaný hraběti Ferdinandu Tiesenhausenovi v místech jeho úmrtí po bitvě u Slavkova
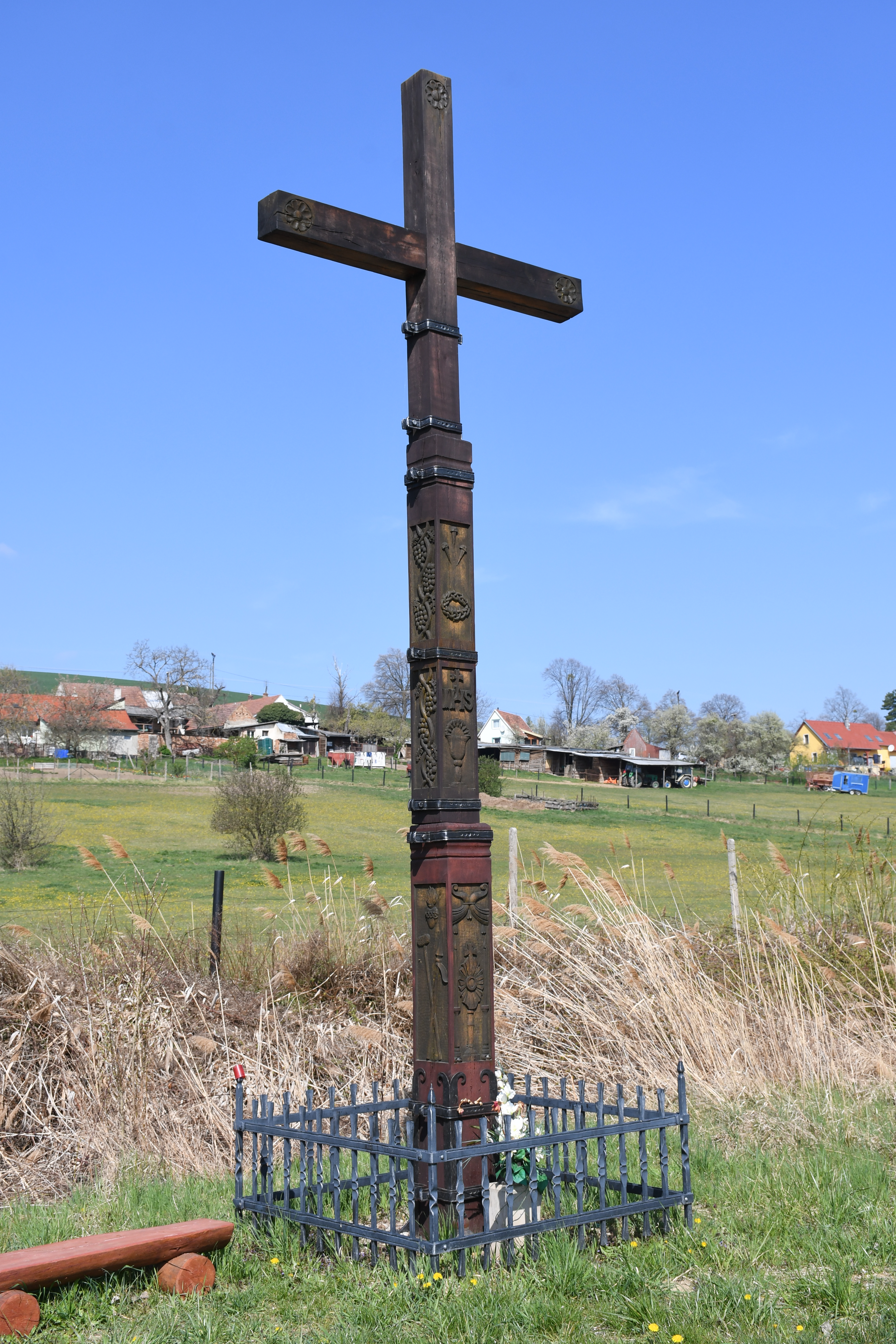
Dřevěný kříž